# Faaa
Faaa (Faʼaʼa en tahitià normalitzat) és una comuna dins l'àrea urbana de Papeʼete, a l'illa de Tahití, Polinèsia Francesa. Limita a l'est amb Papeete i al sud amb Punaauia i Pirae.
És la ciutat més poblada de l'illa i acull diverses infraestructures bàsiques de l'illa, com l'Aeroport Internacional de Faaa-Tahiti o la Universitat de la Polinèsia Francesa. Igualment, Faaa és el nucli més fort del partit independentista de la Polinèsia Francesa, liderat per Oscar Temaru, que és alhora president del territori i alcalde de la comuna.

## Evolució demogràfica
| 1962                                        | 1971  | 1977  | 1983  | 1988  | 1996  | 2002  | 2007  |
| ------------------------------------------- | ----- | ----- | ----- | ----- | ----- | ----- | ----- |
| 6000*                                       | 11442 | 16950 | 21927 | 24048 | 25888 | 28182 | 29851 |
| Fonts ISPF, Alcaldia de Faa’a * : estimació |       |       |       |       |       |       |       |

## Administració
| Període   | Identitat       | Partit |
| --------- | --------------- | ------ |
| 1965-1977 | Francis Sanford |        |
| 1977-1983 | Alfred Helme    |        |
| 1983-     | Oscar Temaru    | UPLD   |

## Agermanaments
- Fujimi